# Берсеневські Виселки
Берсе́невські Ви́селки (рос. Берсеневские Выселки, ерз. Берсеневские Выселки) — селище у складі Лямбірського району Мордовії, Росія. Входить до складу Берсеневського сільського поселення.

## Населення
Населення — 100 осіб (2010; 87 у 2002).
Національний склад (станом на 2002 рік):
- росіяни — 92 %